# Maggie Gyllenhaal
Maggie Gyllenhaal (New York, 1977. november 16. –) Golden Globe-díjas amerikai színésznő. Testvére a szintén színész Jake Gyllenhaal.

## Fiatalkora
Stephen Gyllenhaal rendező és Naomi Foner forgatókönyvíró lánya. Los Angelesben nőtt fel és járt középiskolába, melyet kiváló eredménnyel fejezett be, itt kezdett el foglalkozni a színjátszással is. A filmek világába eleinte édesapja segítségével került, akinek a rendezéseiben már 15 évesen feltűnt a filmvásznon, például a Lápvilág című filmben. További tanulmányait a Columbia Egyetemen folytatta, ahol angol irodalmat és Keleti vallásokat hallgatott. A londoni Royal Academy of Dramatic Art hallgatója is volt.

## Pályafutása
Színészi pályáján az áttörést John Waters Cecil B. Demented című 2000-es filmjének köszönheti. 2001-ben szerepelt öccse mellett a a Donnie Darko című kultuszfilmben, Jake filmbéli nővérét alakította. Aztán láthattuk a Fiúk az életemből, illetve a 40 nap és 40 éjszaka című mozikban. Élete első főszerepét A titkárnő (2002) című filmben kapta. Alakításáért 2003-ban Golden Globe-díjra jelölték.

## Filmográfia

### Film

#### Rendező és producer
| Év   | Magyar cím        | Eredeti cím              | Feladatkör | Feladatkör | Feladatkör |
| Év   | Magyar cím        | Eredeti cím              | Rendező    | Író        | Producer   |
| ---- | ----------------- | ------------------------ | ---------- | ---------- | ---------- |
| 2018 | A tanítónő        | The Kindergarten Teacher | Nem        | Nem        | Igen       |
| 2020 |                   | Best Summer Ever         | Nem        | Nem        | Vezető     |
| 2021 | Az elveszett lány | The Lost Daughter        | Igen       | Igen       | Igen       |
| 2025 |                   | The Bride!               | Igen       | Igen       | Igen       |

#### Színész
| Év   | Magyar cím                      | Eredeti cím                     | Szerep                   | Magyar hang         |
| ---- | ------------------------------- | ------------------------------- | ------------------------ | ------------------- |
| 1992 | Lápvilág                        | Waterland                       | Maggie Ruth              |                     |
| 1993 | Veszélyes nő                    | A Dangerous Woman               | Patsy                    | Somlai Edina        |
| 1993 | Veszélyes nő                    | A Dangerous Woman               | Patsy                    | Vadász Bea          |
| 1998 | Fű alatt                        | Homegrown                       | Christina                |                     |
| 2000 |                                 | The Photographer                | Mira                     |                     |
| 2000 | Cecil B. Demented               | Cecil B. Demented               | Raven                    | Pap Katalin         |
| 2001 | Donnie Darko                    | Donnie Darko                    | Elizabeth Darko          | Bognár Anna         |
| 2001 | Fiúk az életemből               | Riding in Cars with Boys        | Amelia Forrester         | Simonyi Piroska     |
| 2002 | A titkárnő                      | Secretary                       | Lee Holloway             | Majsai-Nyilas Tünde |
| 2002 | 40 nap és 40 éjszaka            | 40 Days and 40 Nights           | Sam                      |                     |
| 2002 | Adaptáció                       | Adaptation                      | Caroline Cunningham      | Agócs Judit         |
| 2002 | Egy veszedelmes elme vallomásai | Confessions of a Dangerous Mind | Debbie                   |                     |
| 2003 | A senki gyermekei               | Casa de los Babys               | Jennifer                 |                     |
| 2003 | Mona Lisa mosolya               | Mona Lisa Smile                 | Giselle Levy             | Németh Borbála      |
| 2004 |                                 | The Pornographer: A Love Story  | Sidney                   |                     |
| 2004 | Rossz pénz                      | Criminal                        | Valerie                  | Bertalan Ágnes      |
| 2005 | Hepiendek                       | Happy Endings                   | Jude                     | Vadász Bea          |
| 2005 | New York arcai                  | The Great New Wonderful         | Emme                     |                     |
| 2005 | Házasság a négyzeten            | Trust the Man                   | Elaine                   | Kisfalvi Krisztina  |
| 2006 |                                 | Sherrybaby                      | Sherry Swanson           |                     |
| 2006 | Párizs, szeretlek!              | Paris, je t'aime                | Liz                      | Németh Borbála      |
| 2006 | Rém rom                         | Monster House                   | Elizabeth "Zee" (hangja) | Kéri Kitty          |
| 2006 | World Trade Center              | World Trade Center              | Allison Jimeno           | Németh Borbála      |
| 2006 | Felforgatókönyv                 | Stranger than Fiction           | Ana Pascal               | Németh Borbála      |
| 2007 |                                 | High Falls (rövidfilm)          | April                    |                     |
| 2008 | A sötét lovag                   | The Dark Knight                 | Rachel Dawes             | Németh Borbála      |
| 2009 | Továbbállók                     | Away We Go                      | Ellen "LN"               | Németh Borbála      |
| 2009 | Őrült szív                      | Crazy Heart                     | Jean Craddock            | Györgyi Anna        |
| 2010 | Nanny McPhee és a nagy bumm     | Nanny McPhee and the Big Bang   | Isabel Green             | Németh Borbála      |
| 2011 | Hisztéria                       | Hysteria                        | Charlotte Dalrymple      | Kisfalvi Krisztina  |
| 2012 | Nem hátrálunk meg               | Won't Back Down                 | Jamie                    | Németh Borbála      |
| 2013 | Az elnök végveszélyben          | White House Down                | Carol Finnerty           | Németh Borbála      |
| 2014 | Frank                           | Frank                           | Clara                    | Németh Borbála      |
| 2014 |                                 | River of Fundament              | Hathfertiti              |                     |
| 2018 | A tanítónő                      | The Kindergarten Teacher        | Lisa Spinelli            | Németh Borbála      |
| 2020 |                                 | Best Summer Ever                | tévériporter             |                     |

### Televízió
| Év        | Magyar cím               | Eredeti cím                                     | Szerep                 | Megjegyzések                                                            |
| --------- | ------------------------ | ----------------------------------------------- | ---------------------- | ----------------------------------------------------------------------- |
| 1996      |                          | Shattered Mind                                  | ruhaboltos             | tévéfilm                                                                |
| 1998      | Hazugok védőszentje      | The Patron Saint of Liars                       | Lorraine Thomas        | tévéfilm                                                                |
| 1999      |                          | Resurrection                                    | Mary                   | tévéfilm                                                                |
| 1999      |                          | Shake, Rattle, and Roll: An American Love Story | Noreen Bixler          | tévéfilm                                                                |
| 2004      | Vallatás                 | Strip Search                                    | Linda Sykes            | tévéfilm                                                                |
| 2012      |                          | Curiosity                                       | házigazda              | Discovery Channel dokumentumsorozat (1 epizód)                          |
| 2012      |                          | The Corrections                                 | Denise                 | próbaepizód (nem került adásba)                                         |
| 2014      | Egy tisztességes asszony | The Honourable Woman                            | Nessa Stein            | minisorozat (8 epizód)                                                  |
| 2016      | Amynek áll a világ       | Inside Amy Schumer                              | önmaga                 | 1 epizód                                                                |
| 2016      |                          | Truth and Power                                 | narrátor               | dokumentumsorozat (7 epizód)                                            |
| 2017–2019 | Fülledt utcák            | The Deuce                                       | Eileen "Candy" Merrell | - főszereplő és producer (25 epizód) - magyar hangja: - Varga Gabriella |

## Díjak, jelölések
Oscar-díj
- 2022 jelölés: legjobb adaptált forgatókönyv – Az elveszett lány
- 2010 jelölés: legjobb női mellékszereplő – Őrült szív

Golden Globe-díj
- 2015 díj: legjobb női főszereplő (minisorozat vagy tévéfilm) – Egy tisztességes asszony
- 2022 jelölés: legjobb rendező – Az elveszett lány
- 2018 jelölés: legjobb női főszereplő (drámasorozat) – Fülledt utcák
- 2007 jelölés: legjobb női főszereplő – drámai kategória – SherryBaby
- 2003 jelölés: legjobb női főszereplő – musical vagy komédia – A titkárnő

BAFTA-díj
- 2022 jelölés: legjobb adaptált forgatókönyv – Az elveszett lány

Primetime Emmy-díj
- 2015 jelölés: legjobb női főszereplő (minisorozat vagy tévéfilm) – Egy tisztességes asszony